# Raphaël Beaugillet
Raphaël Beaugillet, né le 17 septembre 1989 à Blois, est un coureur cycliste et un duathlète handisport français, en catégorie MB (Déficient visuel).

## Biographie
Raphaël Beaugillet grandit à Cour-Cheverny, d'où sa famille est originaire.
Une neuropathie optique est diagnostiquée en 2009 et sa vue s'altère progressivement. Il se met au tandem, d’abord sur route puis sur piste. Il devient rapidement champion de France aussi bien sur route en 2011 (2e catégorie) que sur piste en 2012 (vitesse ; vice-champion du kilomètre). En septembre 2012, il devient champion du monde de paraduathlon avec comme guide Noël Richet.
En 2013, il est champion de France en course en ligne, vice-champion de France du chrono et champion de France de l'omnium. Avec Cyrille Santerre, il conquit son deuxième titre de champion de France de la vitesse en 2015, titre conservé en 2016, année où il devient champion de France sur Route à Vichy. Il étoffe ses titres en 2017 avec trois couronnes sur piste avec comme guide Jean-Marie Gouret. Il se spécialise en 2018 sur la piste et intègre l'équipe de France handisport.
Il cherche à réaliser les minimas pour pouvoir participer aux Jeux paralympiques d'été de 2020. En janvier 2020, il fait un binôme avec François Pervis, sextuple champion du monde Keirin et c'est en février 2021 que le tandem valide leur participation en passant sous la barre des 1:01:700.
Pour leur participation aux jeux paralympiques de Tokyo, ils décrochent le bronze avec nouveau record personnel de 1min 00,472s à près de 60 km/h de moyenne, mais insuffisant à plus de deux secondes des Britanniques Neil Fachie et Math Rotherham, qui battront le record du monde  ; la course marque alors la fin de carrière de François Pervis.

## Palmarès handisport

### Cyclisme

#### Jeux paralympiques
- Jeux paralympiques d'été de 2021 à Tokyo
  -  Médaille de bronze du kilomètre B

#### Championnats du monde
- Championnats du monde de paracyclisme sur piste 2023 à Glasgow,  Écosse
  -  Médaille de bronze en vitesse avec Quentin Caleyron

### Duathlon

#### Championnats du monde
- Championnats du monde de duathlon handisport 2012 à Nancy
  -  Médaille d'or en catégorie TRI-6

## Décorations
- Chevalier de l'ordre national du Mérite le 8 septembre 2021[10]